# Hiroshi Ishiguro
Giáo sư Hiroshi Ishiguro (石黒浩 Ishiguro Hiroshi) là giám đốc Phòng thí nghiệm Rô bốt Thông minh, thuộc Khoa Sáng tạo Hệ thống của Trường Khoa học Kỹ thuật Sau đại học thuộc Đại học Osaka, Nhật Bản. Phòng thí nghiệm này có sản phẩm rô bốt diễn viên (actroid), một rô bốt dạng người có hình dạng sống động như thật và có nhiều hành vi cử chỉ giống người thật, chẳng hạn như có cử động nét mặt.
Trong lĩnh vực phát triển rô bốt, Giáo sư Ishiguro tập trung vào các ý tưởng tạo ra các rô bốt có hình dạng và hoạt động càng giống người thật càng tốt. Tại buổi ra mắt rô bốt diễn viên "nữ" Repliee Q1Expo vào tháng 7 năm 2005, ông nói 
"Tôi đã từng tạo ra nhiều rô bốt trước đây, nhưng tôi nhanh chóng nhận ra sự quan trọng của ngoại hình của rô bốt. Một ngoại hình giống người thật sẽ cho cảm giác mạnh mẽ về sự hiện hữu của rô bốt... Repliee Q1Expo có thể tương tác với người. Nó phản ứng khi người ta chạm vào. Điều này làm chúng tôi thỏa mãn, mặc dù chúng tôi còn một chặng đường dài để đi tiếp." Theo ý kiến của ông, có thể tạo ra rô bốt diễn viên không thể phân biệt nổi với người thật, ít nhất là trong những cuộc gặp ngắn.
Ishiguro đã tạo ra một rô bốt diễn viên trông giống ông, gọi là Geminoid. Geminoid là một trong số các rô bốt xuất hiện trong một phim tài liệu của đài BBC2 ngày 5 tháng 10 năm 2008 trong sê ri Các Ý tưởng Lớn của James May. Ishiguro đã được liệt kê là một trong 15 Nhà khoa học châu Á Nên Theo dõi bởi Tạp chí Khoa học châu Á vào ngày 15 tháng 5 năm 2011.

## Sự nghiệp
- 1986.3: Tốt nghiệp Đại học Yamanashi
- 1991.3: Tốt nghiệp Trường Khoa học Kỹ thuật Sau đại học thuộc Đại học Osaka
- 1994.10: Associate Professor tại Đại học Kyoto
- 1998.3: Visiting Fellow của Đại học California, San Diego
- 2000.4: Associate Professor của Đại học Wakayama
- 2001.4: Giáo sư của Đại học Wakayama
- 2003.4: Giáo sư của Đại học Osaka

## Xuất bản

### Sách
Danh sách tại trang web đại học Osaka Lưu trữ ngày 21 tháng 7 năm 2011 tại Wayback Machine

### Bài báo
Danh sách tại trang web đại học Osaka Lưu trữ ngày 17 tháng 2 năm 2012 tại Wayback Machine

### Xuất hiện trong phim
- Mechanical Love (2007) Ishiguro và các công trình của ông là thành phần chính của phim tài liệu này về mối quan hệ người và rô bốt.
- Surrogates (2009)
- Plug & Pray (2010)

## Giải thưởng
- Giải thưởng bài báo tốt nhất tại Hội thảo Quốc tế ACM/IEEE lần thứ 4 về Tương tác Người-Rô bốt (HRI 2009), tháng 3 năm 2009
- Giải thưởng bài báo và poster tốt nhất tại Hội thảo Quốc tế ACM/IEEE lần thứ 2 về Tương tác Người-Rô bốt (HRI 2009), tháng 3 năm 2007
- Giải Rô bốt Dạng người tốt nhất (cỡ trẻ em) tại RoboCup 2006 (Bremen, Đức)